# Károly Palotai
Dans le nom hongrois Palotai Károly, le nom de famille précède le prénom, mais cet article utilise l’ordre habituel en français Károly Palotai, où le prénom précède le nom.
Károly Palotai, né le 11 septembre 1935 à Békéscsaba et mort le 3 février 2018 à Győr, est un footballeur hongrois devenu arbitre.

## Biographie

### Carrière de joueur
Károly Palotai évolue comme milieu de terrain offensif. Il commence sa carrière au Békéscsabai Előre, de 1953 à 1955, sans rien y remporter. De 1955 à 1956, il joue pour le Győri Vasas ETO (alors nommé Wilhelm Pieck Vasas ETO SK Győr), puis fait un intermède par l'Allemagne et le club allemand du SC Fribourg pendant deux saisons, sans rien y remporter, puis revient en 1959 dans son ancien club pendant huit ans. Il remporte un championnat et trois coupes hongroises. Il est international olympique hongrois et dispute les JO de 1964, jouant titulaire quatre matchs sur cinq, ne ratant que la finale. Il remporte néanmoins la médaille d'or.

#### Clubs
- 1953-1955 :  Békéscsabai Előre
- 1955-1956 :  Győri Vasas ETO
- 1957-1958 :  Fribourg FC
- 1959-1967 :  Győri Vasas ETO

#### Palmarès
- Championnat de Hongrie de football
  - Champion en 1963
- Coupe de Hongrie de football
  - Vainqueur en 1965, en 1966 et en 1967
- Jeux olympiques
  - Médaille d'or en 1964

### Carrière d'arbitre
Après sa carrière de footballeur, Károly Palotai entame une carrière d'arbitre. Il est arbitre international dès 1970 jusqu'en 1983.

#### Compétition
Károly Palotai a officié dans des compétitions majeures : 
- JO 1972 (1 match)
- Coupe du monde de football de 1974 (1 match)
- Coupe UEFA 1974-1975 (finale aller)
- JO 1976 (1 match)
- Coupe des clubs champions européens 1975-1976 (finale)
- Coupe du monde de football de 1978 (2 matchs)
- Coupe d'Europe des vainqueurs de coupe de football 1978-1979 (finale)
- Euro 1980 (1 match)
- Coupe des clubs champions européens 1980-1981 (finale)
- Coupe du monde de football de 1982 (1 match)